# Marynivka
Marynivka  (ucraniano: Маринівка) es una localidad del Raión de Odesa en el Óblast de Odesa de Ucrania. Según el censo de 2001, tiene una población de 610 habitantes.